# Województwo brzeskokujawskie
Województwo brzeskie, później brzeskokujawskie (łac. Palatinatus Brestensis) – jednostka terytorialna Korony Królestwa Polskiego, później Rzeczypospolitej Obojga Narodów, tworząca prowincję wielkopolską. Istniało od XIV wieku do 1793 r., obejmowało powierzchnię 3000 km², posiadało 5 powiatów. Siedzibą wojewody był Brześć Kujawski, a sejmiki ziemskie odbywały się w Radziejowie.
Województwo brzeskie utworzono w XIV w. Po unii lubelskiej dla odróżnienia od brzeskolitewskiego nazwane brzeskokujawskim.

## Terytorium
Było to jedno z najmniejszych województw I Rzeczypospolitej – liczyło tylko 60 mil², ale jednocześnie najgęściej zaludnione.
Obecnie obszar ten wchodzi w skład woj. kujawsko-pomorskiego.

## Administracja
Senatorów większych posiadało województwo 3, którymi byli: biskup kujawski oraz wojewoda i kasztelan brzeskokujawscy; mniejszych senatorów także 3, to jest kasztelanów: kruszwickiego, kowalskiego i konarskokujawskiego.
Sejmiki odbywały się wspólnie dla województw inowrocławskiego i brzeskokujawskiego w Radziejowie. Województwo przestało istnieć po II rozbiorze Polski.
| Powiat                           | Powierzchnia w mil² | Powierzchnia w km² |
| -------------------------------- | ------------------- | ------------------ |
| powiat brzeskokujawski (brzeski) | 19,57               | 1077,94            |
| powiat kowalski                  | 11,32               | 623,56             |
| powiat kruszwicki (kruświcki)    | 6,26                | 345,05             |
| powiat przedecki                 | 9,03                | 498,59             |
| powiat radziejowski              | 13,30               | 732,83             |
| Razem (województwo) Σ            | 59,48               | 3276,97            |

## Symbolika
Herb był taki sam jak województwa inowrocławskiego, to jest pół orła czarnego i pół lwa czarnego, grzbietami do siebie obróconych i zwieńczonych jedną koroną na polu złotym. Mundurem posłów sejmowych był kontusz karmazynowy, a wyłogi i żupan granatowe, poza sejmem zaś odwrotnie: kontusz granatowy, a wyłogi i żupan karmazynowe.